# 1990 في الكويت

## المناصب
- أمير الدولة: جابر الأحمد الجابر الصباح.
- رئيس الوزراء وولي العهد: سعد العبد الله السالم الصباح.

## أحداث
- 2 أغسطس - الغزو العراقي للكويت

## مواليد
- يوسف ناصر - لاعب كرة قدم
- عبد الهادي خميس - لاعب كرة قدم
- شهد - ممثلة
- إبراهيم ماجد - لاعب كرة قدم قطري
- طلال الفاضل - لاعب كرة قدم
- عبد العزيز النصار - ممثل ومخرج مسرحي

## وفيات
- فهد الأحمد الجابر الصباح - سياسي
- أحمد العدواني - شاعر
- خالد صالح الغنيم - سياسي
- سارة المعتوق - ممثلة
- سناء الفودري - مناضلة